# 3631 Sigyn
3631 Sigyn је астероид главног астероидног појаса. Приближан пречник астероида је 35,18 ,
а средња удаљеност астероида од Сунца износи 3,096 астрономских јединица (АЈ).
Инклинација (нагиб) орбите у односу на раван еклиптике је 14,379 степени, а орбитални период износи 1990,517 дана (5,449 година). Ексцентрицитет орбите астероида износи 0,073.
Апсолутна магнитуда астероида износи 10,50 а геометријски албедо 0,090.
Астероид је откривен 25. јануара 1987. године.